# Tuerie de Saint-Andéol
Pour les articles homonymes, voir Bruyas.
La tuerie de Saint-Andéol, également connue sous le nom de l'affaire Éric Bruyas, est une affaire criminelle française qui s'est déroulée dans le département du Rhône à Saint-Andéol, le 30 mai 1995.

## Les faits
Quatre membres de la famille Bébien, le père Vincent, 47 ans, la mère Odette, 46 ans et deux des trois enfants, Vincent-Salvator, 21 ans et Aline, 16 ans sont assassinés avec une carabine 22 long rifle dans leur maison de Saint-Andéol-le-Château le 30 mai 1995. Puis, leur assassin a  mis le feu à la maison d'un étage à l'aide de bougies et de jerricans d'essence pour faire croire à un drame familial, l'explosion soufflant la maison.

## Arrestation et mise en examen
Éric Bruyas, le gendre de la famille Bébien, né le 10 janvier 1968 à Givors, a nié au cours de sa garde à vue être l'auteur de la tuerie, prétendant que les assassins étaient des hommes cagoulés qui en avaient après sa belle-famille, mais a reconnu avoir mis le feu à la maison pour « préserver son épouse d'un choc psychologique ». 
Le 16 juin 1995, Éric Bruyas est mis en examen pour quadruple assassinat et destruction volontaire de preuves et est écroué. Samantha Bébien Bruyas, née en 1970, fille aînée de la famille Bébien, et femme d'Éric Bruyas à l'époque, est un temps suspectée de complicité, mais est rapidement innocentée.

## Jugement et condamnation
En octobre 1999, les jurés de la cour d'assises du Rhône, estimant qu'Éric Bruyas a tué la belle-famille pour toucher l'héritage, le condamnent à la réclusion criminelle à perpétuité assortie d'une période de sûreté de vingt-deux ans. En 2011, il demande la révision de son procès, mais sa demande est rejetée, faute d'éléments nouveaux. Libérable à partir de 2017, Éric Bruyas après de multiples demandes de libération conditionnelle toutes refusées s’est finalement vu accorder une suspension de peine le lundi 25 octobre 2021 pour des raisons liées à son état de santé.
Éric Bruyas meurt à 54 ans d'un cancer du poumon, le 12 janvier 2022 à Saint-Chamond (Loire)
.

### Médiagraphie

#### Documentaires télévisés
- « Éric Bruyas, la tuerie de Saint-Andéol » présenté par Frédérique Lantieri dans Faites entrer l'accusé le 24 novembre 2013 sur France 2.
- « L'Affaire Bruyas : la maison assassinée » présenté par Nathalie Renoux dans Enquêtes criminelles le 30 août 2016 sur W9, rediffusé le 4 décembre 2018 sur M6.
- « La garde à vue du couple Bruyas » dans 48 heures le 4 décembre 2017. Auteurs : Frédérique Lantieri et Rémy Burkel.
- « Le gendre ingrat » (premier reportage) le 30 mai 2019 dans Héritages sur NRJ 12.
- « Affaire Éric Bruyas, quadruple meurtre en famille » le 30 avril 2022 dans Au bout de l'enquête, la fin du crime parfait ? sur France 2.

#### Émission radiophonique
- « La tuerie de Saint-Andéol », 2 avril 2015 dans L'Heure du crime de Jacques Pradel, sur RTL.
- « La tuerie de Saint-Andéol, crime narcissique », en 2020 dans Hondelatte raconte, sur Europe 1.